# Chile na Letních olympijských hrách 2000
Chile se účastnilo Letní olympiády 2000 ve 14 sportech. Zastupovalo ho 50 sportovců (43 mužů a 7 žen).

## Medailisté
| Medaile | Jméno | Sport  | Disciplína    |
| ------- | --- | ------ | ------------- |
| Bronz   | Pedro Reyes Nelson Tapia Héctor Tapia Iván Zamorano Javier di Gregorio Cristián Álvarez Francisco Arrué Pablo Contreras Sebastián González David Henríquez Manuel Ibarra Claudio Maldonado Reinaldo Navia Rodrigo Núñez Rafael Olarra Patricio Ormazábal David Pizarro Rodrigo Tello Mauricio Rojas Trenér: Nelson Acosta | Fotbal | družstvo mužů |